# Ridvan Haqifi
Ridvan Haqifi (1990–8 de febrero de 2017), también conocido por el alías Abu Muqatil, fue un terrorista albano-kosovar, quién era uno de los líderes del Estado Islámico y reclutador de combatientes extranjeros yihadistas de etnia albanesa, para que fueran a luchar en Siria e Irak. Nació en Bukovik, Gnjilane, Kosovo, Serbia. Fue un estrecho colaborador de su socio albano-kosovar Lavdrim Muhaxheri. Tanto Haqifi como Muhaxheri estaban bajo la protección del clérigo radical Zekerija Qazimi. Haqifi estuvo junto con Muhaxheri y otros cinco muyahidines albaneses en un vídeos propagandístico de ISIS, en el que llamaban a los albaneses a unirse a la causa, y posteriormente quemaron sus pasaportes. Sus dos hermanos (uno de nombre Irfan Haqifi) también combatieron en Siria. Murió asesinado el 8 de febrero de 2017.
Entre el 4 y el 16 de noviembre de 2016, dieciocho individuos albaneses y un sujeto albano-macedonio fueron arrestados, bajo la sospecha de planear atentados terroristas en Albania y Kosovo. Estos planes fueron coordinados por Muhaxheri y Haqifi. Según la fiscalía, el grupo terrorista planeó atentados hacia instituciones tanto nacionales como internacionales, en última instancia con el intento de establecer un estado islámico. También intentaron atentar contra la selección de fútbol de Israel, durante un partido realizado en Albania. Entre otros objetivos principales del grupos eran las sedes de los medios de comunicación estatales, y las sedes de la Iglesia ortodoxa serbia.